# 폐기물 최소화

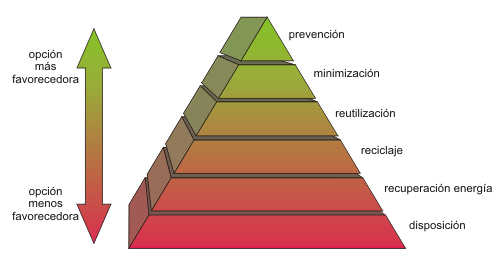
처리량에 따른 폐기물 순위

폐기물 최소화 또는 쓰레기 최소화는 생산되는 폐기물의 양을 줄이기 위한 일련의 프로세스 및 관행이다. 유해하고 지속적인 폐기물 발생을 줄이거나 제거함으로써 폐기물 최소화는 보다 지속 가능한 사회를 촉진하려는 노력을 지원한다. 폐기물 최소화에는 제품 및 프로세스 재설계 및 소비 및 생산의 사회적 패턴 변경이 포함된다.
폐기물을 관리하는 가장 환경적으로 자원이 풍부하고 경제적이며 비용 효율적인 방법은 종종 처음부터 문제를 해결할 필요가 없는 것이다. 관리자는 폐기물 최소화를 대부분의 폐기물 관리 전략의 주요 초점으로 본다. 적절한 폐기물 처리 및 폐기에는 상당한 시간과 자원이 필요할 수 있다. 따라서 폐기물 최소화의 이점은 효과적이고 안전하며 지속 가능한 방식으로 수행될 경우 상당할 수 있다.
전통적인 폐기물 관리는 폐기물이 생성된 후 처리하는 데 중점을 두며 재사용, 재활용 및 폐기물 에너지 전환에 집중한다. 폐기물 최소화에는 제조 과정에서 폐기물이 발생하지 않도록 하는 노력이 포함된다. 폐기물 최소화를 효과적으로 구현하기 위해 관리자는 생산 공정, 요람에서 무덤까지 분석(추출에서 지구로 반환될 때까지 물질 추적) 및 폐기물 구성에 대한 세부 정보에 대한 지식이 필요하다.
폐기물의 주요 출처는 국가마다 다르다. 영국에서 대부분의 폐기물은 건물의 건설 및 철거에서 발생하며 그 다음으로 광업 및 채석, 산업 및 상업이 뒤따르다. 생활폐기물은 전체 폐기물 중 상대적으로 작은 비율을 차지한다. 산업 폐기물은 종종 공급망의 요구 사항과 관련이 있다. 예를 들어 제품을 취급하는 회사는 다운스트림 요구 사항에 맞기 때문에 특정 포장을 사용하여 배송해야 한다고 주장할 수 있다.

## 같이 보기
- 생태경제학
- 음식물 쓰레기
- 녹색 경제
- 전 과정 평가
- 계획적 구식화
- 재활용
- 재사용 가능 우주발사체
- 재사용
- 폐기물 계층
- 폐기물 관리
- 제로 웨이스트